# Галкина, Наталья Ивановна
Ната́ша Га́лкина (англ. Natasha Galkina, имя при рождении — Ната́лья Ива́новна Га́лкина;          18 декабря 1985 года, Батайск, Ростовская область, СССР) — американская и российская модель, актриса и продюсер русского происхождения. Участница восьмого сезона шоу «Топ-модель по-американски», в котором заняла второе место.

## Биография

### Ранняя жизнь
Наталья Ивановна Галкина родилась 18 декабря 1985 года в Батайске (Ростовская область, РСФСР, СССР) в семье оперного певца и поэтессы.
В возрасте 6 лет начала заниматься балетом, искусством, а также играть на фортепиано, петь и выступать в театре. Изучала актёрское мастерство в Московском Художественном театре и Нью-Йоркском университете.
В 18 лет Наташа уехала из Батайска в Москву на заработки, для поступления в университет. Там она знакомится с американцем Стюартом Хаглером, который через некоторое время увёз её в США.
Свободно говорит на 3 языках (русском, испанском и английском).

### Топ-модель по-американски
На кастинге 8 сезона Наташа была вызвана первой. Первые три недели у неё были слабые фотографии, однако с четвёртой недели она уже находилась в тройке лучших. На последнем дефиле Наташа шла по подиуму очень уверенно, однако судьи заметили, что в конце показа она потеряла уверенность в себе. В итоге она заняла второе место, уступив победу Жаслин.

## Карьера

### После шоу
Наташа продолжила заниматься модельным бизнесом после шоу. Она подписала контракты с агентствами MUSE Modeling Agency в Нью-Йорке, MGMT First в Нью-Йорке, Ace Model Managment в Афинах и Beatrice International Models в Милане.
Её фотографии появились в журналах Us Weekly, RawHouse Magazine, Surface, Mademoiselle, Flair Italy и др.
Также она снимается в кино и телесериалах, работает корреспондентом на канале Chance TV и продюсирует фильмы и фотосессии.

## Личная жизнь
В 2004 году Наташа вышла замуж за Стюарта Хаглера, который был старше её на 22 года. В мае 2005 года у них родилась дочь Анджелина. Пара развелась в октябре 2009 года.
Сейчас Наташа живёт между Нью-Йорком и Лос-Анджелесом и участвует в различных благотворительных мероприятиях.

## Фильмография
- 2008—2009 — Сплетница / Gossip Girl — подруга Серены / студентка Иисуса
- 2009—2010 — CSI: Место преступления Нью-Йорк/CSI: NY — Сотрудник NYPD
- 2010 — Солт — Репортёр
- 2010 — Ешь, молись, люби —  студентка
- 2010 — Как сделать это в Америке/How to Make It in America — Модель
- 2010 — Охотник за головами/Bounty Hunter
- 2011 — Джек и Джилл — тренер
- 2011 — W.E — Эдита
- 2011 — Вампирши/Vamps — Иза